# Стальной мост
Стальной мост в городе Портленд, штат Орегон, Соединённые Штаты Америки — ферменный разводной мост через реку Уилламетт, построенный в 1912 году. Единственный в мире двухэтажный вертикально-подъёмный мост с независимо поднимающимися пролётами первого и второго яруса.
По нижнему ярусу Стального моста проходят железнодорожные пути, а также организовано пересечение реки пешеходами и велосипедистами. Верхний ярус предназначен для движения автомобилей (трасса Oregon Route 99W) и скоростных трамваев. Таким образом, Стальной мост является одним из лидеров по числу видов транспорта, одновременно использующих переход на другой берег реки, — «самым трудолюбивым мостом», как назвали его орегонцы.
Первый разводной мост на этом месте появился в 1888 году, — это был самый первый мост в Портленде, он стал двухэтажным поворотным, по нему проходила линия конки, а потом электрического трамвая. Стальным его назвали, потому что он действительно был сделан из стали, хотя в то время мосты строили, в основном, из кованого железа. Новый мост просто унаследовал имя своего предшественника. Когда его построили, он стал вторым в Портленде вертикально-подъёмным мостом, после соседнего моста Готорна.
Новый Стальной мост был спроектирован фирмой Waddell & Harrington из Канзас-Сити, уже построившей в 1911 году похожий двухэтажный разводной мост через Миссури в своём родном городе (в 1987 году мост в Канзас-Сити реконструирован и лишился верхнего этажа, став чисто железнодорожным). Стоимость нового Стального моста составила 1,7 миллиона долларов, что соответствует современным 45 миллионам долларов. В июле 1912 года мост открылся для железнодорожного сообщения, а 9 августа того же года по нему пошли первые автомобили.
В начале XXI века по Стальному мосту ежедневно пересекают реку Уилламетт 23 000 автомобилей и автобусов, 200 поездов, 600 скоростных трамваев четырёх маршрутов, более 2000 велосипедов.
Длина подъёмного пролёта Стального моста составляет 64 метра. Нижний этаж проходит в 8 метрах выше уровня спокойной воды. Благодаря тому, что каждый ярус разводного пролёта имеет собственный
подъёмный механизм, при подъёме только нижнего яруса достигается просвет 22 метра. При этом ферма нижнего яруса входит в ферму верхнего яруса, который продолжает использоваться. Если же после совмещения ярусов поднять их оба, под мостом могут проходить суда высотой до 50 метров. Два противовеса верхнего и восемь противовесов нижнего яруса разводного пролёта имеют общую массу 4100 тонн.